# ریچارد لستر (ورزشکار)
ریچارد لستر (انگلیسی: Richard Lester؛ زادهٔ ۲۴ مارس ۱۹۴۹) ورزشکار روئینگ اهل بریتانیا است.
وی در مسابقات کشوری و بین‌المللی در مجموع برندهٔ ۱ مدال نقره شده‌است.